# Mantorville
Mantorville é uma cidade localizada no estado americano de Minnesota, no Condado de Dodge.

## Demografia
Segundo o censo americano de 2000, a sua população era de 1054 habitantes.
Em 2006, foi estimada uma população de 1165, um aumento de 111 (10.5%).

## Geografia
De acordo com o United States Census Bureau tem uma área de
3,7 km², dos quais 3,7 km² cobertos por terra e 0,0 km² cobertos por água.

## Localidades na vizinhança
O diagrama seguinte representa as localidades num raio de 20 km ao redor de Mantorville.